# Провен (округ)
Провен (фр. Provins) — округ (фр. Arrondissement) во Франции, один из округов в регионе Иль-де-Франс (регион). Департамент округа — Сена и Марна. Супрефектура — Провен.
Население округа на 2006 год - 154 269 человек. Плотность населения 93 чел./км². Площадь округа 1651 км².
Первоначально состоял из 5 кантонов:
- Провен (Provins);
- Бре-сюр-Сен (Bray-sur-Seine);
- Вилье-Сен-Жорж (Villiers-Saint-Georges);
- Донмарии (Donnemarie);
- Нанжи (Nangis).

В 1926 году его площадь увеличилась после расформирования округа Куломье (Coulommiers). С 1926 по 2015 год состоял из 9 кантонов:
- Бре-сюр-Сен (Bray-sur-Seine);
- Донмари-Донтийи (Donnemarie-Dontilly);
- Ла Ферте-Гоше (La Ferté-Gaucher);
- Монтеро-Фо-Ионн (Montereau-Fault-Yonne);
- Нанжи (Nangis);
- Провен (Provins);
- Ребэ (Rebais);
- Розэ-ан-Бри (Rozay-en-Brie);
- Вилье-Сен-Жорж (Villiers-Saint-Georges).

С марта 2015 года 3 кантона: Провен, Нанжи и Монтеро-Фо-Ионн.
После 2015 года количество коммун округа менялось: 2015-2016 гг. - 165, 2017 г. - 179, с 2019 г. - 174.